# Nichelle Prince
Nichelle Prince (Ajax, 19 de fevereiro de 1995) é uma futebolista canadense que atua como atacante.

## Carreira
Nichelle Prince fez parte do elenco da Seleção Canadense de Futebol Feminino, nas Olimpíadas do Rio 2016.